# Young Justice
Pour la série animée Young Justice, voir La Ligue des justiciers : Nouvelle Génération.
Young Justice est le nom de plusieurs séries de comic books publiées par DC Comics et mettant en scène une équipe de super-héros adolescents. La première est créée par Todd Dezago et Todd Nauck en 1998 avec le one-shot Young Justice: The secret. La création de cette nouvelle équipe de jeunes héros fait suite à la dissolution des Teen Titans. En effet, la série Teen Titans vol.2 démarrée en 1996 prend fin en 1998. Entrant dans l'âge adulte, les héros forment une nouvelle équipe, les Titans. Peter David remplace Dezago au scénario dans la série régulière.

## Histoire éditoriale

### Première série
L'équipe, constituée de Robin (Tim Drake), Superboy et Impulse, fut formée dans un one-shot baptisé Young Justice: The Secret écrit par Todd Dezago, où ils rencontrèrent pour la première fois la mystérieuse super-héroïne Secret. Ils apparurent ensuite ensemble dans la mini-série de la Ligue de justice d'Amérique, World Without Grown-Ups, elle aussi écrite par Dezago, dans laquelle un être magique transporte tous les adultes dans un monde alternatif. C'est alors qu'ils se rencontrèrent pour la première fois à la Cave abandonnée de la Ligue de justice d'Amérique à Happy Harbor (autrefois appelé "Le Sanctuaire Secret").
Quand la série régulière commença en septembre 1998, les trois héros firent de la Cave leur lieu de réunion. Cependant, dans le premier épisode ils réveillèrent l'androïde Red Tornado qui devint un personnage récurrent de la série, agissant comme un mentor. À partir de l'épisode 4, le groupe doubla en nombre avec l'arrivée de trois super-héroïnes adolescentes : la seconde Wonder Girl, Secret et Arrowette.
La série s'arrêta au no 55, époque à laquelle les membres étaient Superboy, Robin, Impulse, Wonder Girl, le jeune "Li'l Lobo" aussi connu sous le nom de Slo-Bo, Empress (en), Snapper Carr et Ray ainsi que beaucoup de réservistes.
Dans la mini-série Young Justice/Titans: Graduation Day qui suivit, le groupe se dissout. Certains membres allèrent former une nouvelle équipe de Teen Titans, avec l'aide des Titans vétérans Starfire, Beast Boy et Cyborg.

### Deuxième série
En mars 2011, à la suite du New 52, une nouvelle série Young Justice est publiée. Écrite par Art Baltazar et Franco Aureliani, et dessinée par Mike Norton, elle reprend le même style graphique et design des personnages de la série télévisée animée. Les histoires publiées font également le lien entre plusieurs épisodes ou approfondies des éléments évoqués dans la série. L'équipe est composée de Robin (Dick Grayson), Kid Flash (Wally West) et Aqualad (Kaldur'ahm), rapidement rejoints par Superboy (Conner Kent), Miss Martian (M'gann M'orzz) et Artemis. Kaldur'ahm et M'gann M'orzz ont été spécialement créés pour la série.

### Troisième série
En 2019, une nouvelle série écrite par Brian Michael Bendis et dessinée par Patrick Gleason est publiée. L'équipe est constituée de Robin (Tim Drake), Superboy, Wonder Girl et Impulse. Deux nouveaux personnages les ont rejoint : Jenny Hex, une descendante de Jonah Hex et Teen Lantern, une jeune Bolivienne qui « a piraté » la Lanterne des Green Lanterns. À partir du no 7, John Timms remplace Gleason aux dessins.

## Adaptation
À partir de 2010, la série animée Young Justice est diffusée aux États-Unis. Elle est diffusée à partir de juin 2012 en France sous le titre La Ligue des justiciers : Nouvelle Génération.

## Publications

### Séries américaines
- 1998 : Young Justice: The Secret no 1
- 1998 : JLA: World Without Grown-Ups no 1-2
- 1998-2003 : Young Justice vol.1 no 1-56[5]
- 1998 : Secret Origins 80-Page Giant no 1. Se déroule entre Young Justice no 3 et 4
- 1999 : Young Justice Secret Files and Origins no 1
- 1999 : Young Justice in No Man's Land Special : Road Trip no 1. Fait partie de l'arc Batman: No Man's Land.
- 2000 : Young Justice: Sins of Youth no 1-2
- 2000 : Young Justice: Sins of Youth Secret Files and Origins no 1
- 2001 : Young Justice: Our Worlds at War - Comedy of Eras no 1
- 2002 : Spyboy/Young Justice no 1-3
- 2003 : Titans/Young Justice: Graduation Day no 1-3. Dissolution de l'équipe.
- 2010-2011 : DC Comics Presents: Young Justice no 1-3
- 2011-2013 : Young Justice vol.2 no 0-25[6]
- 2019-en cours : Young Justice vol.3 no 1-en cours[7]

### Publications francophones
En 2019, Urban Comics annonce la publication du comics adapté de la série animée sous le titre de La ligue des justiciers : Nouvelle génération dans sa collection Urban Kids :
- Tome 1 : contient Young Justice vol.2 no 0-6, septembre 2019  (ISBN 979-1-0268-1801-4)
- Tome 2 : contient Young Justice vol.2 no 7-13, février 2020  (ISBN 979-1-0268-2086-4)
- Tome 3 : contient Young Justice vol.2 no 14-19, avril 2020  (ISBN 979-1-0268-1864-9)

En 2020, l'éditeur annonce la publication de la troisième série, scénarisée par Brian Michael Bendis, dans la collection DC Rebirth.
- Tome 1 : Prisonniers de Gemworld (Gemworld), contient Young Justice vol.3 no 1-6, avril 2020  (ISBN 979-1-0268-1848-9)